# Mark Romanek

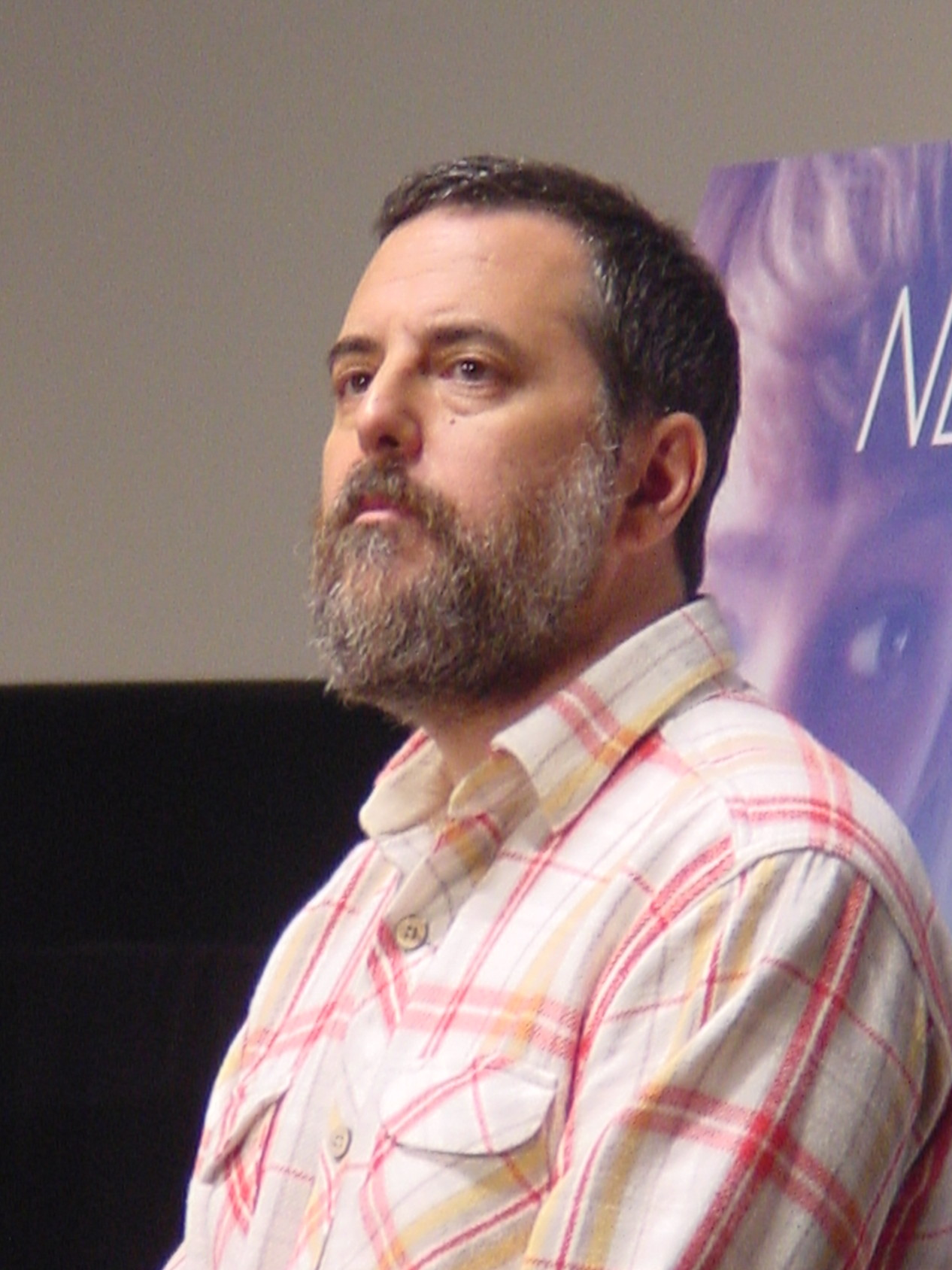
Mark Romanek (2010)

Mark Romanek (* 18. September 1959 in Chicago, Illinois) ist ein amerikanischer Regisseur von Musikvideos, Werbespots und Spielfilmen.

## Leben
Nach vierjährigem Besuch der New Trier East Highschool, wo er einen Filmkurs belegte, wechselte Romanek auf das Ithaca College in Ithaca (New York) und machte seinen Abschluss in Fotografie. 1979 arbeitete er als Regieassistent für Brian De Palma für den Film Home Movies – Wie du mir, so ich dir. 1985 drehte er seinen ersten Film als Regisseur: Static mit Amanda Plummer wurde in Großbritannien ein Erfolg; dort kam Mark Romanek in Kontakt mit The The, für die er sein erstes Musikvideo drehte.
Er arbeitet für die bekanntesten Künstler im Musikgeschäft. Von vielen Kritikern wurden seine Musikkurzfilme als die besten ihres Genres bezeichnet. Er drehte für Michael Jackson und seine Schwester Janet Jackson das Video zum Song Scream, das mit Produktionskosten von sieben Millionen US-Dollar als das teuerste jemals gedrehte Musikvideo gilt. Für dieses Stück bekam er auch seinen ersten Grammy. Für ein Video für Janet Jackson, Got Till It’s Gone, bekam er seinen zweiten Grammy.
Das Video zu Johnny Cashs Coverversion des Nine-Inch-Nails-Song Hurt gilt als Meisterwerk. Gedreht wurde es in Cashs Haus und in einem Johnny Cash-Museum. Es enthält zusätzlich Filmausschnitte aus früheren Jahren seines Lebens und erscheint als Zusammenfassung und Bilanz eines langen und abwechslungsreichen Lebens.
Auch für Nine Inch Nails hat Romanek zwei Arbeiten erstellt. Das Video zu Closer mit seiner Ästhetik des Verfalls und seiner S/M-Symbolik konnte auf MTV selbst in einer entschärften Version nur zu später Stunde gezeigt werden. Der Clip zum Song The Perfect Drug ist eine Reise in die Zeit der Absinth-Bars und zeigt einen Reigen an Traumbildern, die einem Absinthrausch entstammen könnten.
Kontrovers wurde auch das Video zu Criminal von Fiona Apple aufgenommen, das eine Party zeigt, bei der die Akteure nur lethargisch im Hintergrund wahrzunehmen sind und die Sängerin selber einen Striptease aufführt. Zwei Videos von Romanek, Closer von Nine Inch Nails und Bedtime Story von Madonna, sind Teil der ständigen Ausstellung des Museum of Modern Art in New York City. Auch Werbespots hat Romanek gedreht, u. a. für Apple, Nike, Calvin Klein, American Express, ESPN, Honda und Cirque du Soleil.
Im Jahre 2002 drehte er seinen ersten Hollywood-Film, One Hour Photo mit Robin Williams in der Hauptrolle: ein Angestellter eines Fotoschnelldienstes, der langsam eine Obsession für eine Familie aufbaut, die ihre Fotos dort entwickeln lässt. Der Film war kein großer finanzieller Erfolg, etablierte jedoch Romanek als Filmregisseur. Sein dritter Spielfilm, Alles, was wir geben mussten (Never Let Me Go, 2010) folgte acht Jahre später. In der Verfilmung des gleichnamigen Romans von Kazuo Ishiguro übernahmen Carey Mulligan, Andrew Garfield und Keira Knightley die Hauptrollen.

## Ausgewählte Musikvideos
- 1986: Sweet Bird of Truth, The The
- 1991: Ring Ring Ring, De La Soul
- 1992: Wicked As It Seems, Keith Richards
- 1992: Constant Craving, k.d. lang
- 1992: Free Your Mind, En Vogue
- 1993: Are You Gonna Go My Way, Lenny Kravitz
- 1993: Jump They Say, David Bowie
- 1993: Rain, Madonna
- 1994: Closer, Nine Inch Nails
- 1995: Bedtime Story, Madonna
- 1995: Strange Currencies, R.E.M.
- 1995: Scream, Michael Jackson & Janet Jackson
- 1996: Little Trouble Girl, Sonic Youth
- 1996: Novocaine For The Soul, Eels
- 1996: El Scorcho, Weezer
- 1996: Devil's Haircut, Beck
- 1997: The Perfect Drug, Nine Inch Nails
- 1997: Criminal, Fiona Apple
- 1997: Got 'Til It's Gone, Janet Jackson
- 1997: God Gave Me Everything, Mick Jagger
- 2002: Hella Good, No Doubt
- 2002: Cochise, Audioslave
- 2002: Hurt, Johnny Cash
- 2003: Can't Stop, Red Hot Chili Peppers
- 2003: Faint, Linkin Park
- 2004: 99 Problems, Jay-Z
- 2005: Speed of Sound, Coldplay
- 2014: Invisible, U2
- 2014: Shake It Off, Taylor Swift

## DVD
- 2005: The Work Of Director - Mark Romanek, Palm Pictures, Directors Label

## Filmografie (Auswahl)
- 1985: Static
- 2002: One Hour Photo
- 2010: Alles, was wir geben mussten (Never Let Me Go)
- 2016: Vinyl (Fernsehserie, 1 Folge)
- 2020: Tales from the Loop (Fernsehserie, 1 Folge)